# Цимлянская (станция)

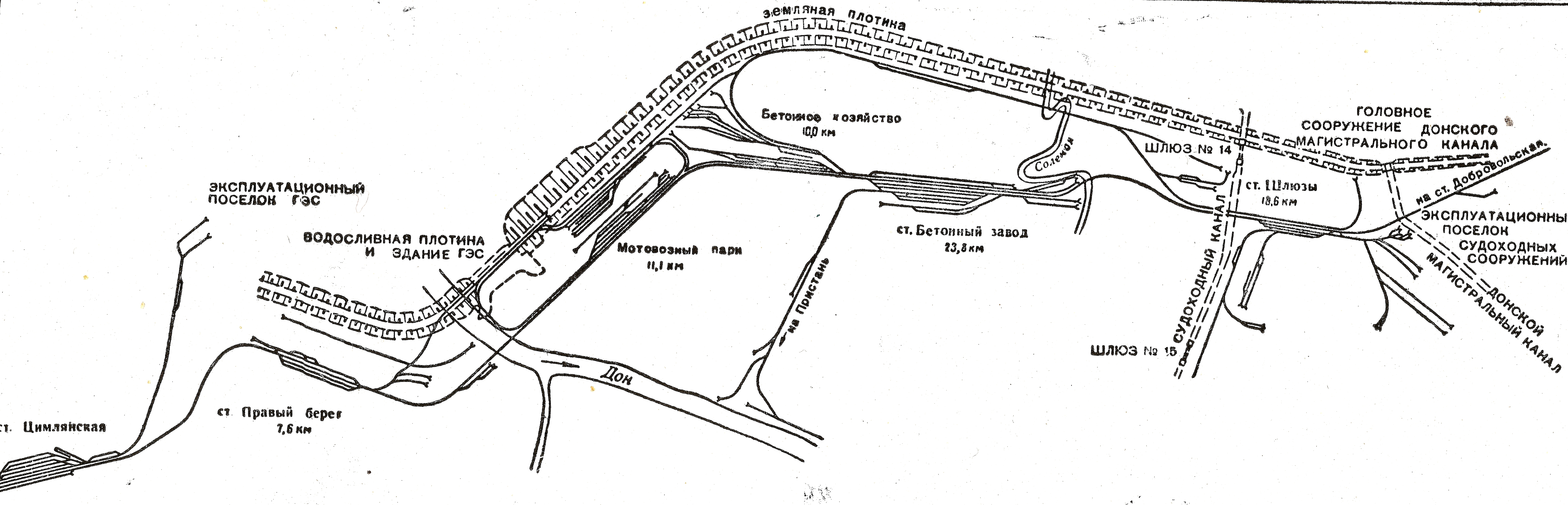
Схема временных железнодорожных путей на строительной площадке Цимлянского гидроузла. Пути примыкания к станции Цимлянская в левой части рисунка

Цимля́нская — промежуточная железнодорожная станция Ростовского региона Северо-Кавказской железной дороги на линии Куберле — Морозовск. Находится в городе Цимлянске Цимлянского района Ростовской области.

## История
Станция Цимлянская обязана своим появлением строительству в непосредственной близости от неё Цимлянской ГЭС. Железнодорожный транспорт лучше всего подходил для доставки материалов, техники и рабочих на одну из великих строек коммунизма. Было принято решение соединить станцию Морозовская линии Лихая — Сталинград со станцией Куберле линии Сталинград — Куберле. Северный участок новой железнодорожной ветки между станциями Морозовская и Цимлянская был сдан в октябре 1949 года. Первый пробный поезд прибыл в Цимлянскую в конце сентября 1949 года. 
Станция Цимлянская и подъездные пути вблизи неё выполняли основной объём работ по выгрузке материалов и оборудования в период строительства гидроузла.  На балансе управления строительства Цимлянского гидроузла и судоходного канала находились несколько сотен вагонов и платформ для перевозки песка, щебня и камня. Из этих вагонов формировались специальные поезда, курсировавшие по кольцевым маршрутам от карьеров до станций Цимлянская и Добровольская (ныне Волгодонская). В 1950 году было построено одноэтажное здание вокзала, в центральной части которого размещается зал ожидания с билетными кассами, а в боковых крыльях пост дежурного по станции и узел связи. Летом 1952 года открылось движение поездов по плотине.

## Деятельность

### Коммерческие операции
- Прием и выдача повагонных отправок грузов, допускаемых к хранению на открытых площадках станций
- Прием и выдача грузов повагонными и мелкими отправками, загружаемых целыми вагонами, только на подъездных путях и местах необщего пользования
- Прием и выдача грузов в универсальных контейнерах транспорта массой брутто 20 т на станциях[4]

### Основные обслуживаемые предприятия
- Цимлянский судомеханический завод.
- Цимлянская нефтебаза.
- Цимлянское ДРСУ.